# Maria Paola Muzzeddu
 (juin 2019).
Si vous disposez d'ouvrages ou d'articles de référence ou si vous connaissez des sites web de qualité traitant du thème abordé ici, merci de compléter l'article en donnant les références utiles à sa vérifiabilité et en les liant à la section « Notes et références ».
Maria Paola Muzzedu, née le 26 février 1913 à Aggius, et morte dans cette même localité le 12 août 1971, était une religieuse catholique italienne, qui fonda la Société des Filles de Mater Purisima. Elle est reconnue vénérable par l'Église catholique.

## Biographie
Paola Muzzeddu naît à Aggius, dans une famille de modestes agriculteurs. C'est auprès de sa mère qu'elle reçoit une éducation religieuse fervente, et l'esprit du sacrifice. En effet la vie est rude, et en 1937, ses parents l'envoient à Sassari pour suivre des cours de couture et de travaux domestiques, dans l'espoir de trouver une vie meilleure. Elle vit avec une certaine Maria Lepori, avec qui elle partage les mêmes aspirations spirituelles. Elles s'entraînent mutuellement dans le progrès de la vie chrétienne.
En décembre 1943, alors que Sassari est en proie aux bombardements, Paola aurait reçu une inspiration de la Vierge Marie, la poussant à créer une communauté religieuse, qui s'efforcerait de vivre l'une des béatitudes : bienheureux les cœurs purs. Dès lors, Paola redouble de ferveur et prend exemple sur la Vierge Marie, envers laquelle elle développe sa dévotion. À partir du 5 octobre 1947, Paola, Maria Lepori et quatre autres jeunes femmes se joignent dans la vie commune, vivant comme des religieuses. Le 8 décembre 1948, Mgr Arcangelo Mazzoti, archevêque de Sassari, leur remet l'habit religieux. Ce fut la naissance de la Société des Filles de Mater Purisima (en français : Filles de la Mère Très Pure). Elles sont couramment appelées célestines, à cause de la couleur bleue de leur habit religieux. Outre une vie intense de prière et s'efforçant d'imiter la Vierge Marie, leur apostolat se concentre auprès de la jeunesse féminine, dans le dessein de leur transmettre les valeurs de l'Évangile et les exhorter à la pureté de vie.
Mère Maria Paola prend la tête de la petite communauté, qu'elle dirige comme une mère, usant plus de la douceur et de l'exemple que de l'autorité. Les années qui suivent, la petite Société se développe, avec l'arrivée de nombreuses vocations, entraînant la fondation de couvents. On manque de moyens financiers et matériels, mais Mère Maria Paola fait confiance, et les fondations sont toujours réalisées. Sur ordre de son confesseur, elle tient un journal de 1927 à 1956, dans laquelle elle retrace des vexations diaboliques, allant des inspirations de découragement jusqu'à des agressions physiques. Mère Maria Paola, après une année de maladie qu'elle supporta avec patience et offrant ses souffrances pour l'Église et pour ses religieuses, meurt le 12 août 1971, au moment même où l'on sonnait l'angélus, âgée de 58 ans.

## Béatification
La cause pour la béatification et la canonisation de Maria Paola Muzzeddu débute le 11 juin 1992 à Sassari. L'enquête diocésaine récoltant les témoignages sur sa vie se clôture le 7 octobre 2004, puis est envoyée à Rome pour y être étudiée par la Congrégation pour les causes des saints.
Après le rapport positif des différentes commissions sur la sainteté de Maria Paola Muzzeddu, le pape François procède, le 11 juin 2019, à la reconnaissance de ses vertus héroïques, lui attribuant ainsi le titre de vénérable.